# Helena Pilejczyková
Helena Pilejczyková (1. dubna 1931 Zieluń – 12. listopadu 2023 Elbląg), rozená Majcherová, byla polská rychlobruslařka.
Do prvních mezinárodních závodů nastoupila v roce 1954, v následujících 20 letech získávala především medaile z polských šampionátů, které celkem šestkrát vyhrála. Na Mistrovství světa debutovala v roce 1957 devátým místem, o rok později již byla pátá, stejně jako v roce 1960. Téhož roku startovala na Zimních olympijských hrách 1960, kde získala v závodě na 1500 m bronzovou medaili. Na olympijské trati 1000 m byla pátá, na distanci 3000 m šestá a v závodě na 500 m dvanáctá. Jejím nejlepším umístěním na zimní olympiádě 1964 bylo 15. místo na kilometrové trati. V následujících letech startovala především na polském šampionátu či menších mezinárodních závodech, jednou z výjimek bez větších úspěchů byla např. účast na Mistrovství Evropy 1971 (23. místo). V roce 1973 ukončila aktivní sportovní kariéru.
V letech 1997–2002 startovala na veteránských rychlobruslařských závodech.
Zemřela dne 12. listopadu 2023 ve věku 92 let.